# Mezquita
De Mezquita is de kathedraal van Córdoba in het zuiden van Spanje. Het historische centrum van de stad met de kathedraal staat op de Werelderfgoedlijst van de UNESCO. Mezquita is Spaans voor moskee. Hiermee wordt verwezen naar de functie van het gebouw voor de Reconquista, voordat het een kathedraal werd.

## Visigotische kerk
De Mezquita is een uniek architectonisch monument op de plaats waar ooit de Visigotische kerk Vincentius van Zaragoza stond, die op de fundamenten van een Romeinse tempel was gebouwd. Na de verovering van Córdoba in 711 door de Moren werd vanaf de achtste eeuw een moskee gebouwd. Nadat de Moren in de achtste eeuw de gebieden rond Córdoba veroverden, werd de helft van de Visigotische Sint-Vincentiuskerk - onder dreiging van onteigening - verkocht aan de aanwezige moslims. Toen die helft te klein bleek voor de groeiende islamitische bevolking, kochten de moslims ook de andere helft van de kerk, waardoor de katholieke gemeenschap genoodzaakt werd de kerk op te geven.

## Moskee
Het oorspronkelijke kerkgebouw werd gesloopt en men begon met de bouw van de moskee. Emir Abd ar-Rahman I (756-788) liet daarvoor rond 780 de marmeren zuilen van nabijgelegen Romeinse villa’s gebruiken. Deze waren echter te klein om de juiste hoogte te behalen. Door een tweede boog aan te brengen kon dit alsnog worden bereikt. De moskee heeft hieraan zijn unieke bouw te danken.

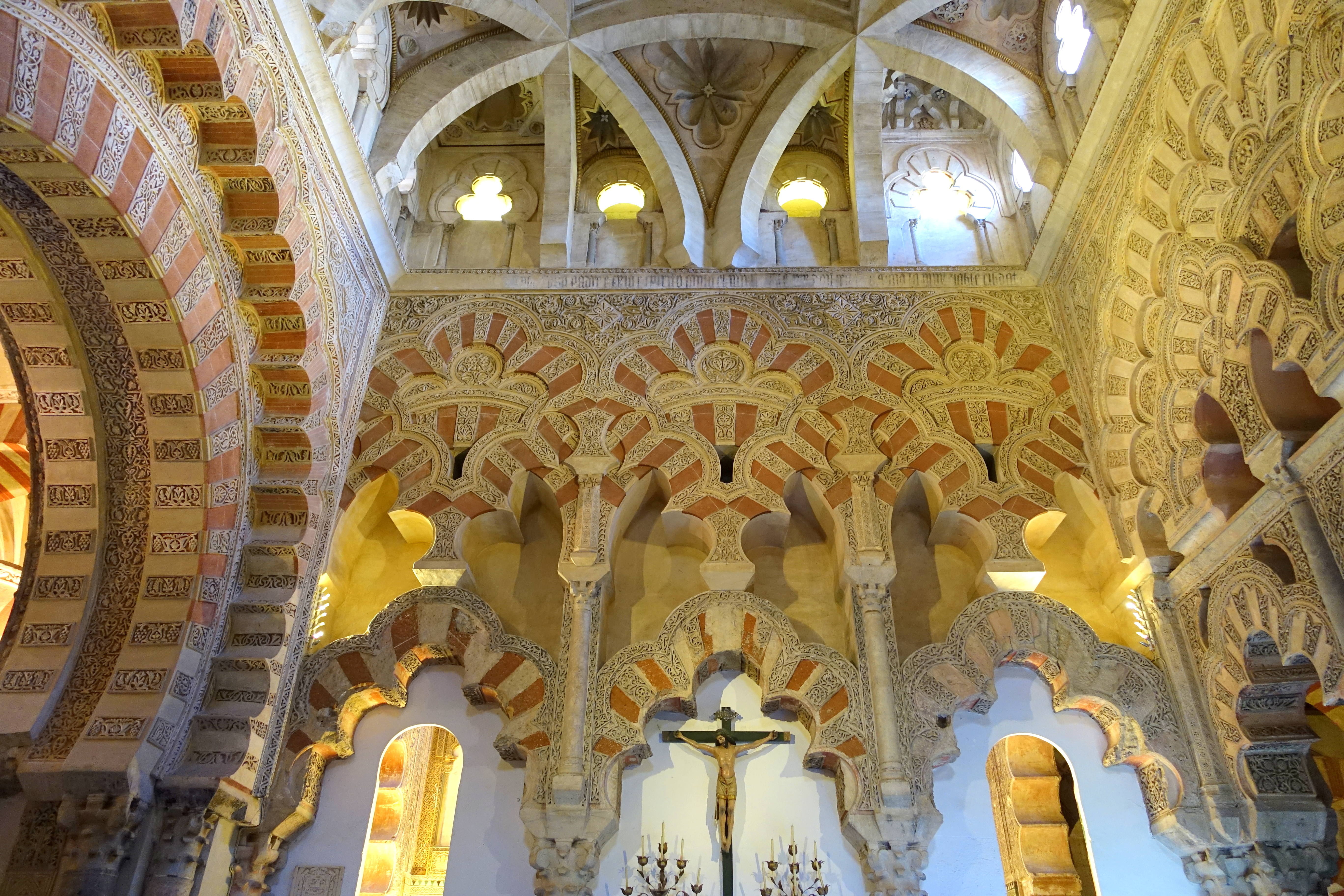
Capilla de Villaviciosa

In 848 liet emir Abd ar-Rahman II een speciale gebedsruimte aanbrengen, de huidige Capilla de Villaviciosa. Al-Hakam II breidde in 961 de moskee uit, waarbij de mihrab werd aangebracht. Opmerkelijk is dat deze niet de qibla volgt; in plaats van 112 graden (richting Mekka) heeft men hier 150 graden gehanteerd. De reden is onbekend. Voor de eerste keer werd de gebedsrichting aangegeven met een nis in de muur, wellicht door christelijke of Romeinse beïnvloeding. De huidige omvang werd in 987 bereikt door de toevoeging van 8 extra beuken door Al-Mansoer. Daardoor ging een gedeelte van de symmetrie verloren en verloor de gebedsnis de centrale positie. De Mezquita was eertijds de grootste moskee van Europa, tweede grootste na die van de Heilige Moskee in Mekka en had een capaciteit om twintigduizend mensen te herbergen.

## Kathedraal

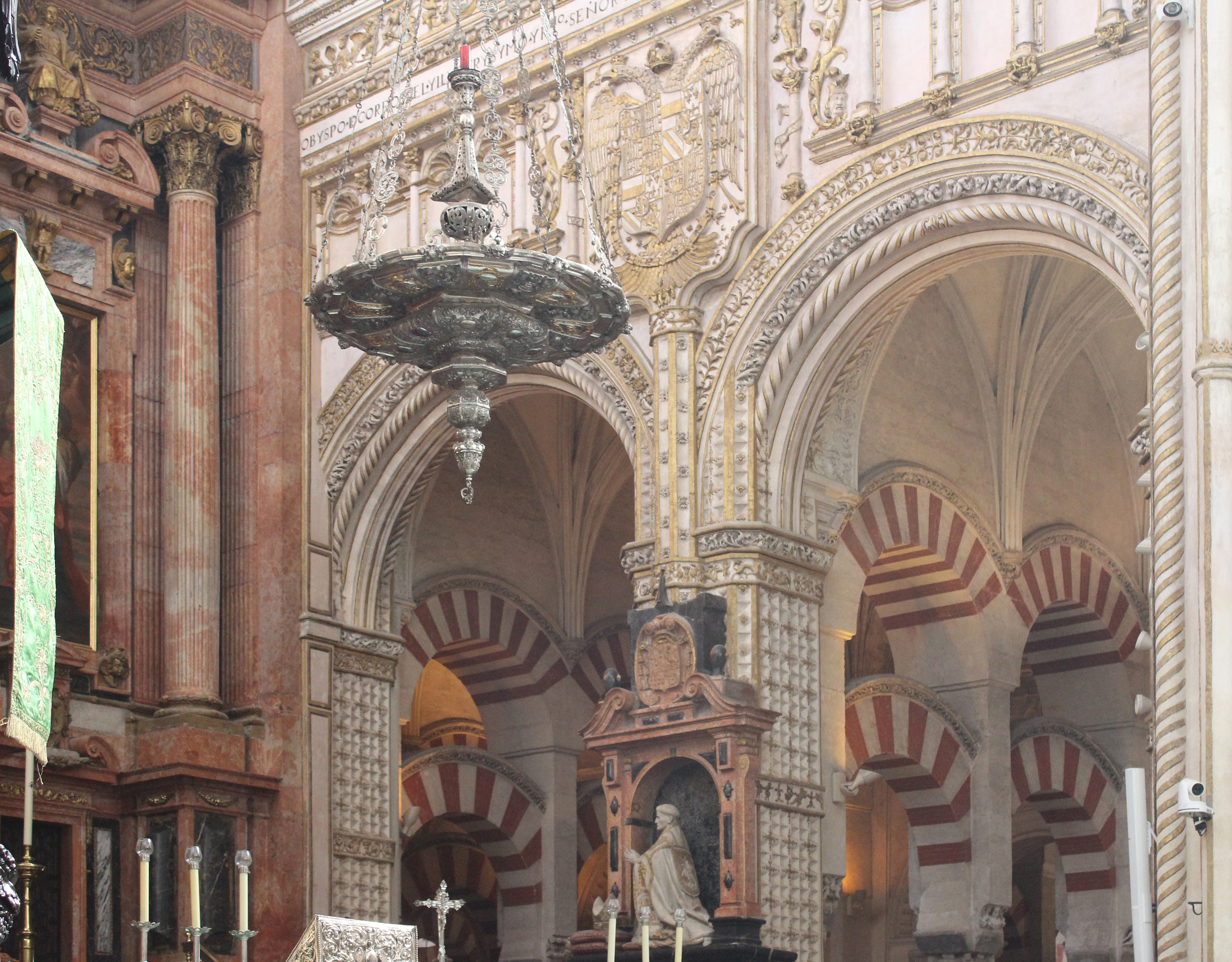
Christelijke en Moorse architectuur naast elkaar.

Sinds de christelijke herovering van Córdoba in 1236 is de Mezquita als de kathedraal van het bisdom Córdoba in gebruik, gewijd aan de Maria-Tenhemelopneming. Koning Ferdinand III van Castilië en keizer Karel V lieten de kerk uitbreiden en verfraaien. In de loop der eeuwen hebben verschillende verbouwingen plaatsgevonden, zodat tegenwoordig zowel de Moorse als de christelijke invloeden duidelijk herkenbaar zijn. Zowel het grondplan van een traditionele moskee als het Latijnse kruis voor een kathedraal zijn terug te vinden in het gebouw.
Oorspronkelijk stonden er zo’n 1200 zuilen in de gebedsruimte. Karel V gaf in 1523 toestemming aan de bisschop van Córdoba om het geheel om te bouwen tot een kathedraal. Architect Hermán Ruiz ontwierp daarop in het hart van de moskee een kathedraal, waarvoor ongeveer 400 zuilen werden verwijderd. De keizer was ontevreden over het resultaat en zou hebben verzucht bij het zien van de bouw: ‘U hebt iets gebouwd dat u of anderen overal gebouwd hadden kunnen hebben, maar u hebt iets verwoest wat uniek was in de wereld.’
Doordat het bouwen van de kathedraal erg lang duurde, is er een aantal verschillende bouwstijlen gebruikt. De Mezquita is door de diverse bouwstijlen beter bestand tegen aardbevingen.
Het gebouw liet een diepe indruk na bij de kunstenaar M.C. Escher. Onmiskenbaar is de invloed van de Mezquita op zijn werk.

## Multireligieus gebouw
Moslims in heel Spanje hebben gelobbyd in de Rooms-Katholieke Kerk om hen in het complex te laten bidden, waarbij de Islamitische Raad van Spanje een formeel verzoek indient bij het Vaticaan. De Spaanse kerkautoriteiten en het Vaticaan zijn echter tegen deze beweging. Deze veldslagen over de kathedraal weerspiegelen het betwiste beeld van wat de Spaanse geschiedenis en de Spaanse identiteit vormt. Het bisdom van Cordoba zei in een verklaring: "We roepen politici en instellingen op om verantwoordelijkheid te tonen en deze valse controverse niet te voeden die alleen maar voor verdeeldheid zorgt." In juli 2019 sloot de nieuwe burgemeester van Córdoba, Jose Maria Bellido, een commissie die eigendomsrechten op de Visigotische kathedraal, een voormalige moskee, onderzocht en zei dat deze gereserveerd moest zijn voor de katholieke eredienst. Hij merkte op: "Er zijn geen administratieve taken die voortvloeien uit deze commissie en ik ben niet van plan deze opnieuw te activeren."

## Galerij

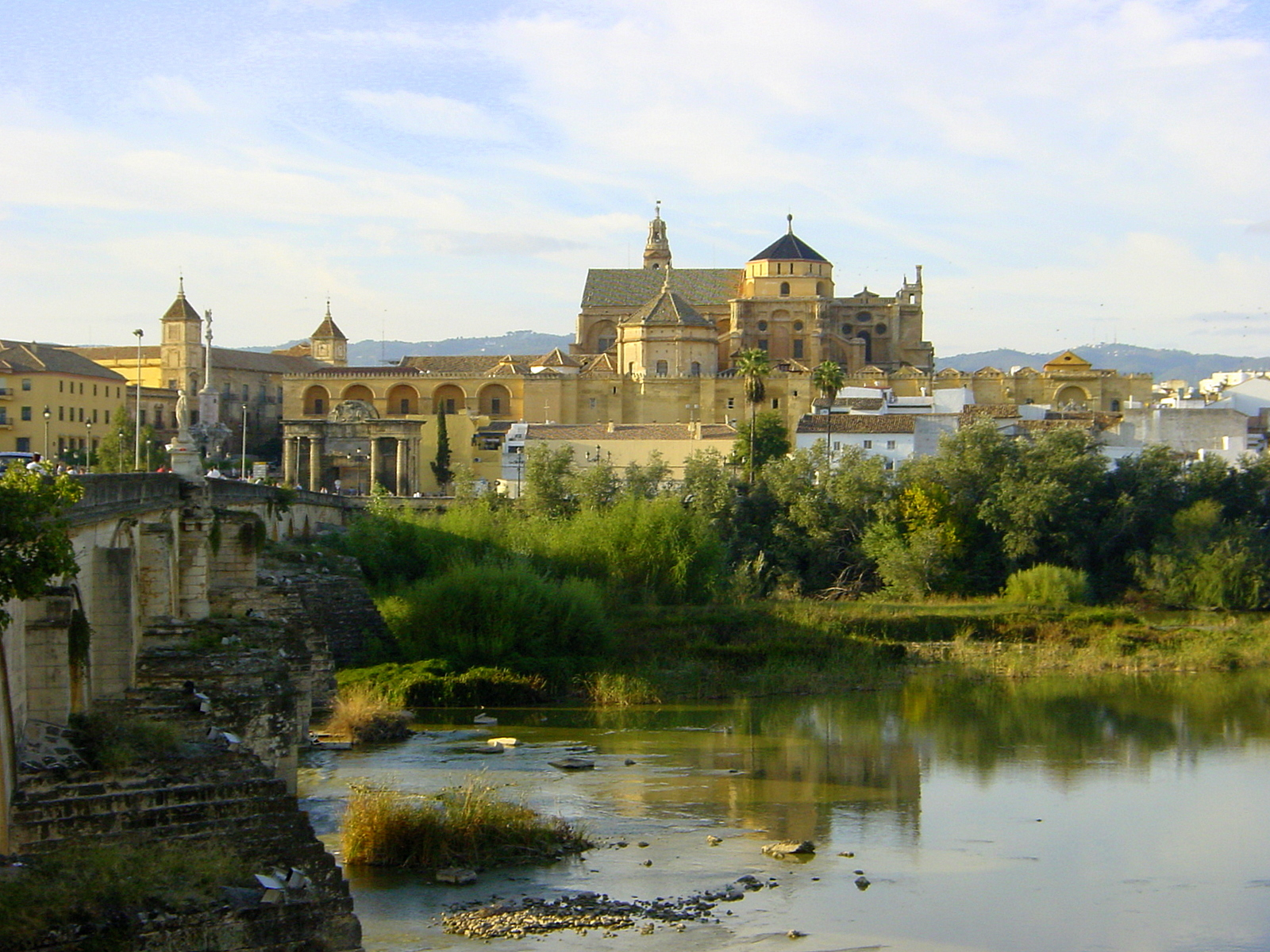
De Mezquita met op de voorgrond de Guadalquivir
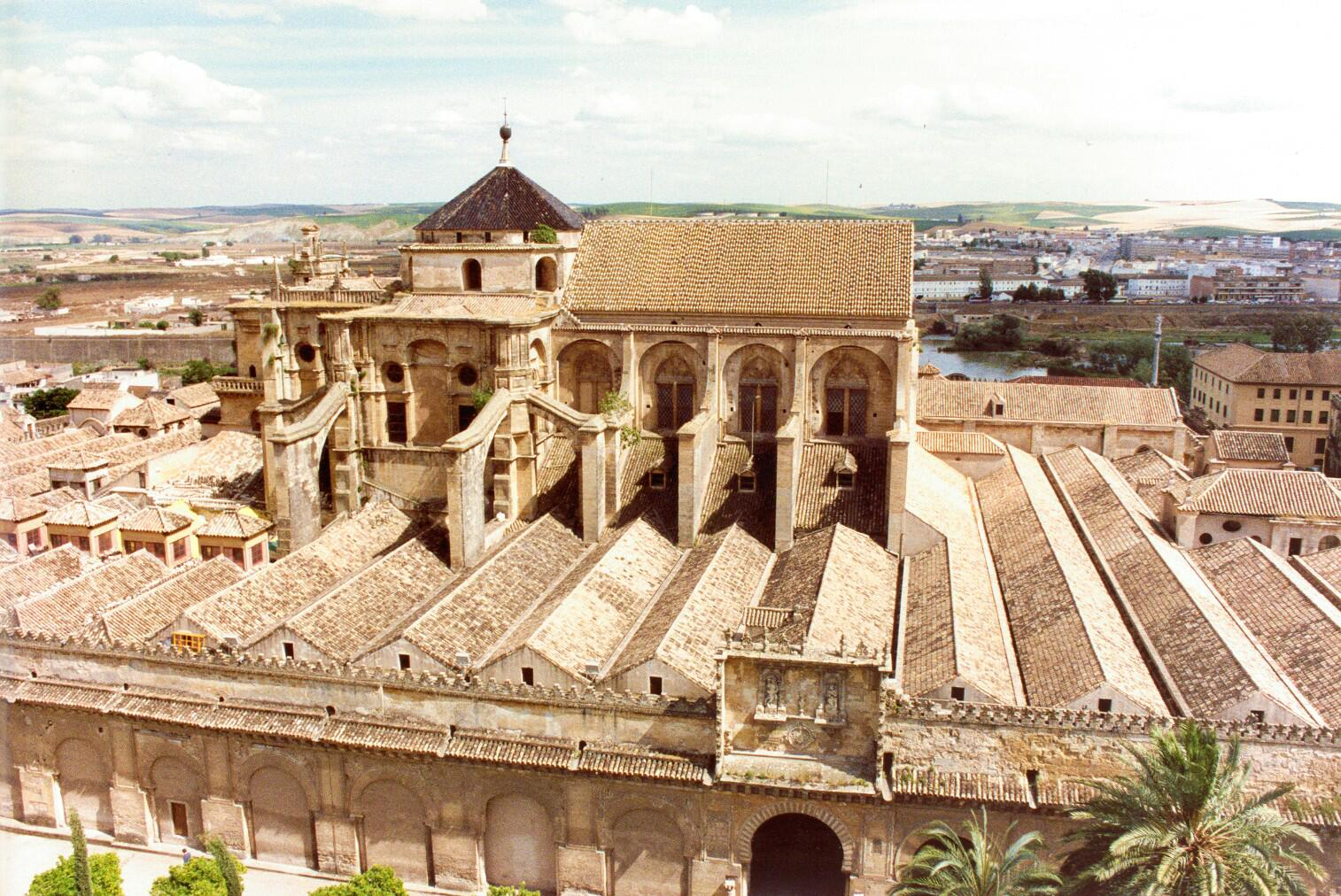
16e-eeuwse kathedraal
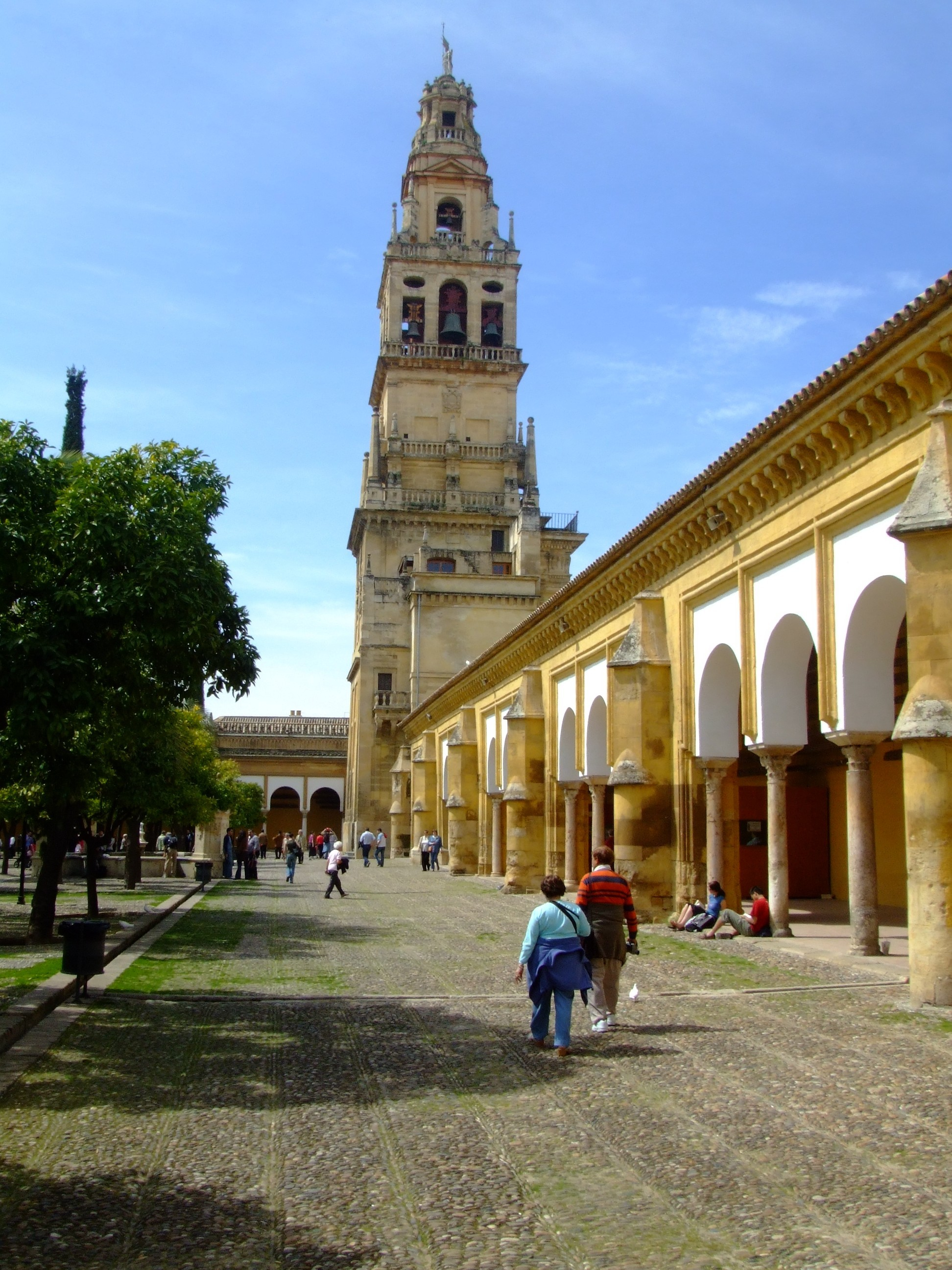
De klokkentoren
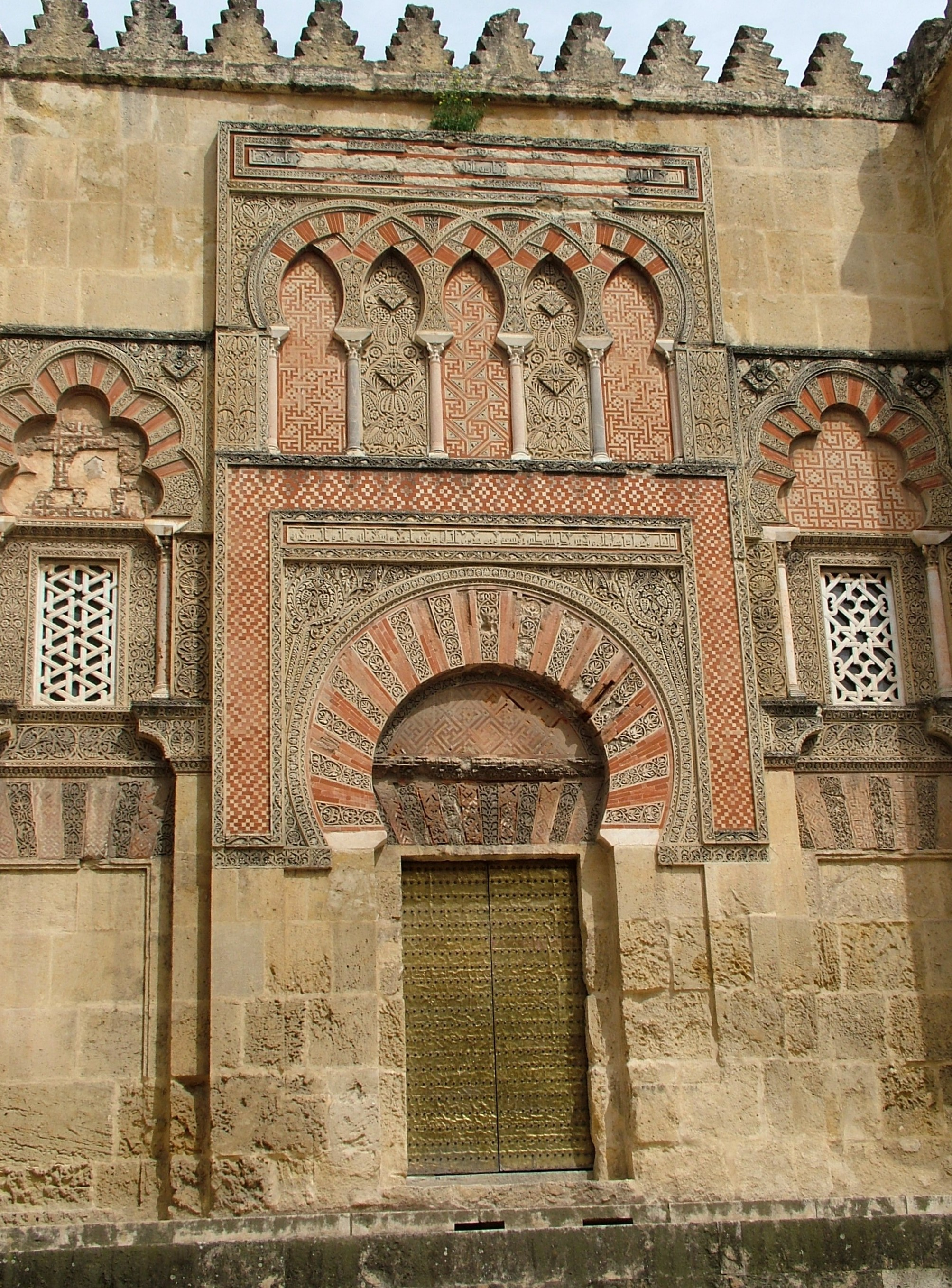
Toegangspoort Calle de Torrijos
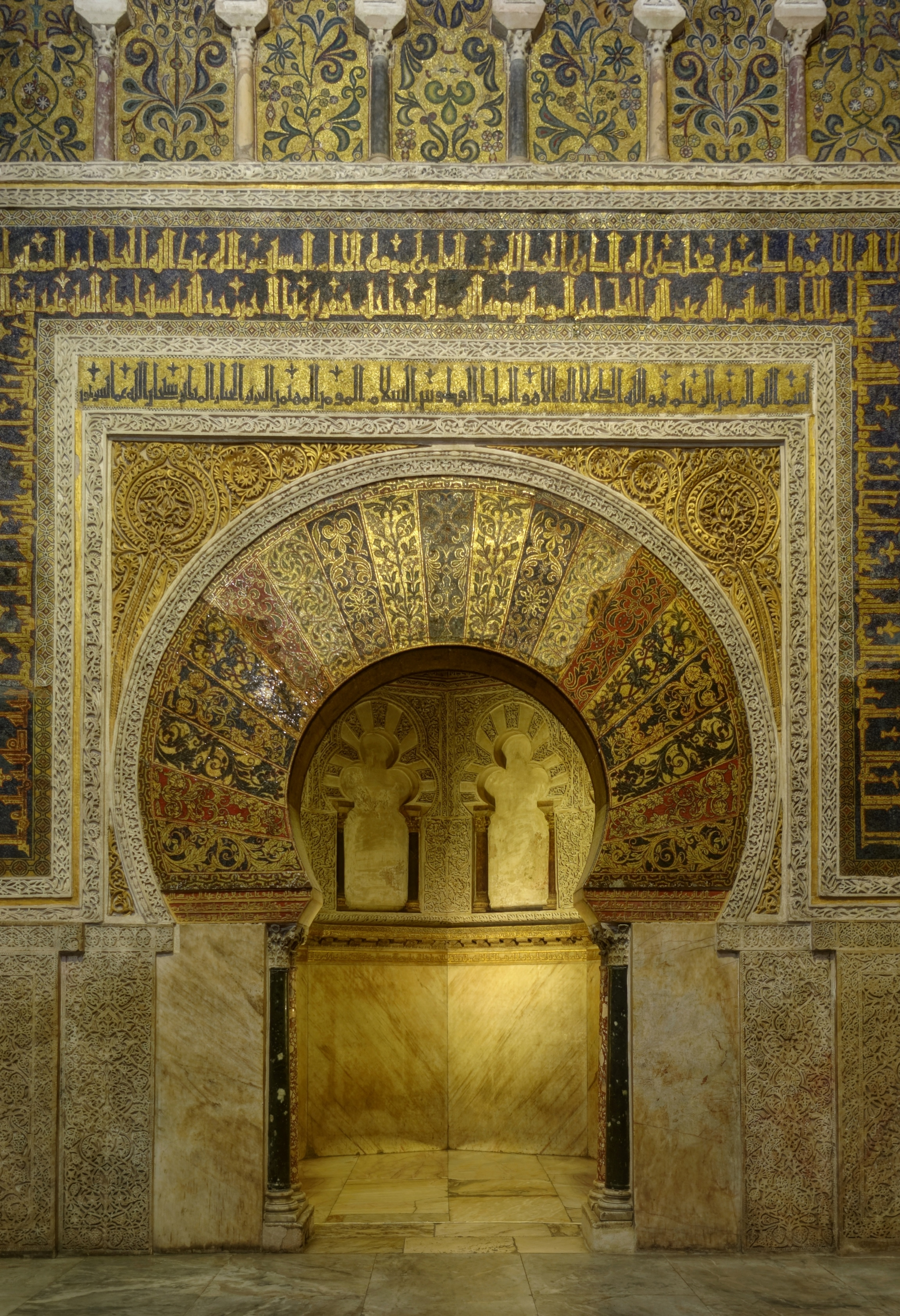
De Mihrab
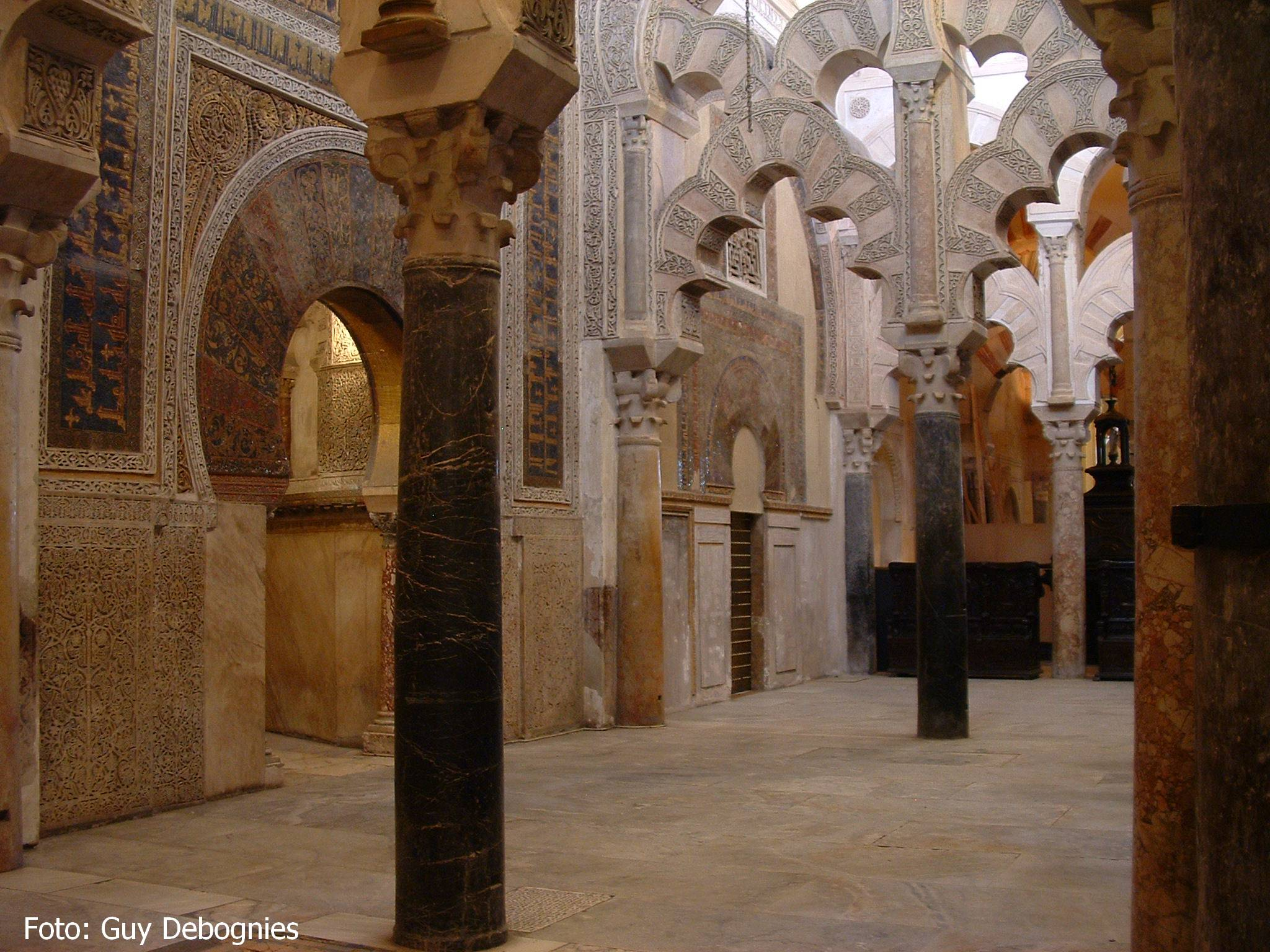
De maqsura (het vertrek dat voorbehouden was voor de kalief)
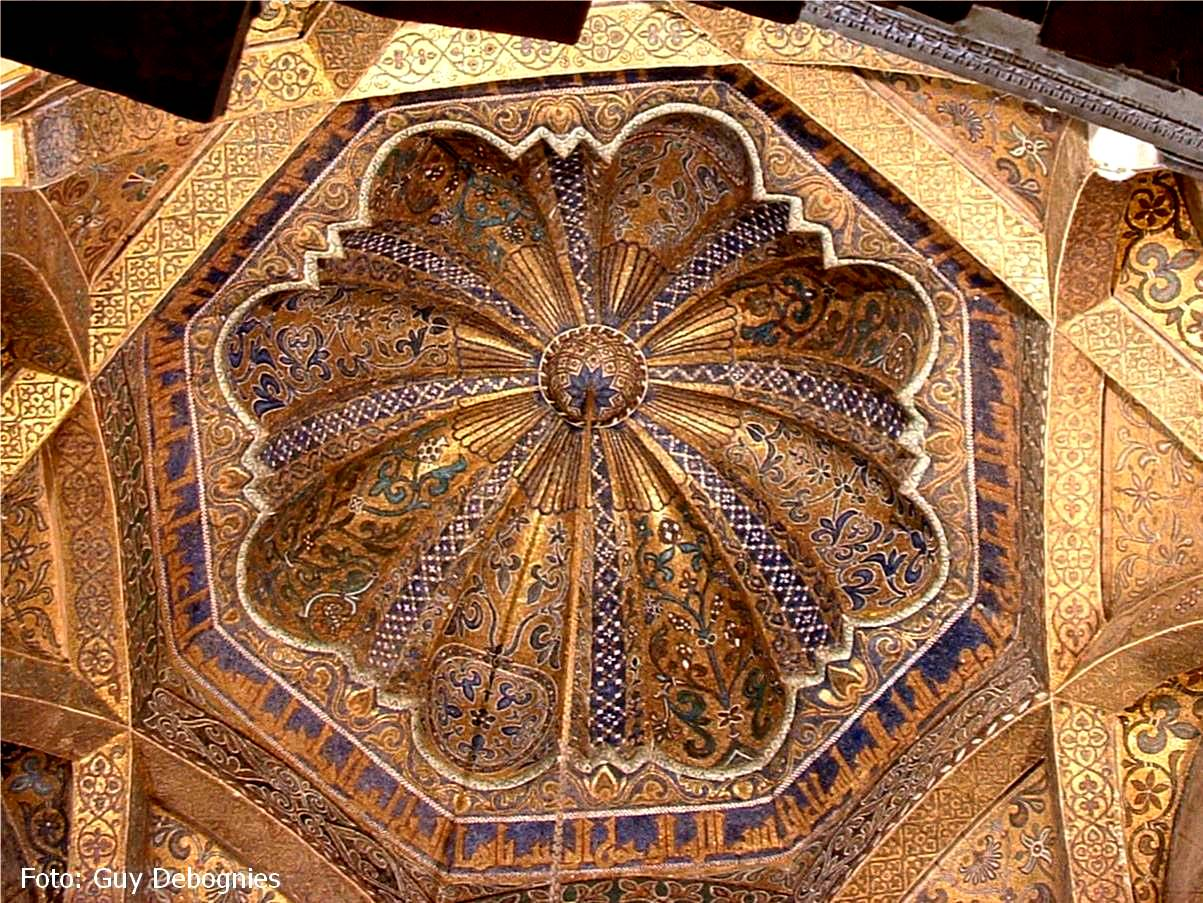
De fraaie koepel boven de mihrab
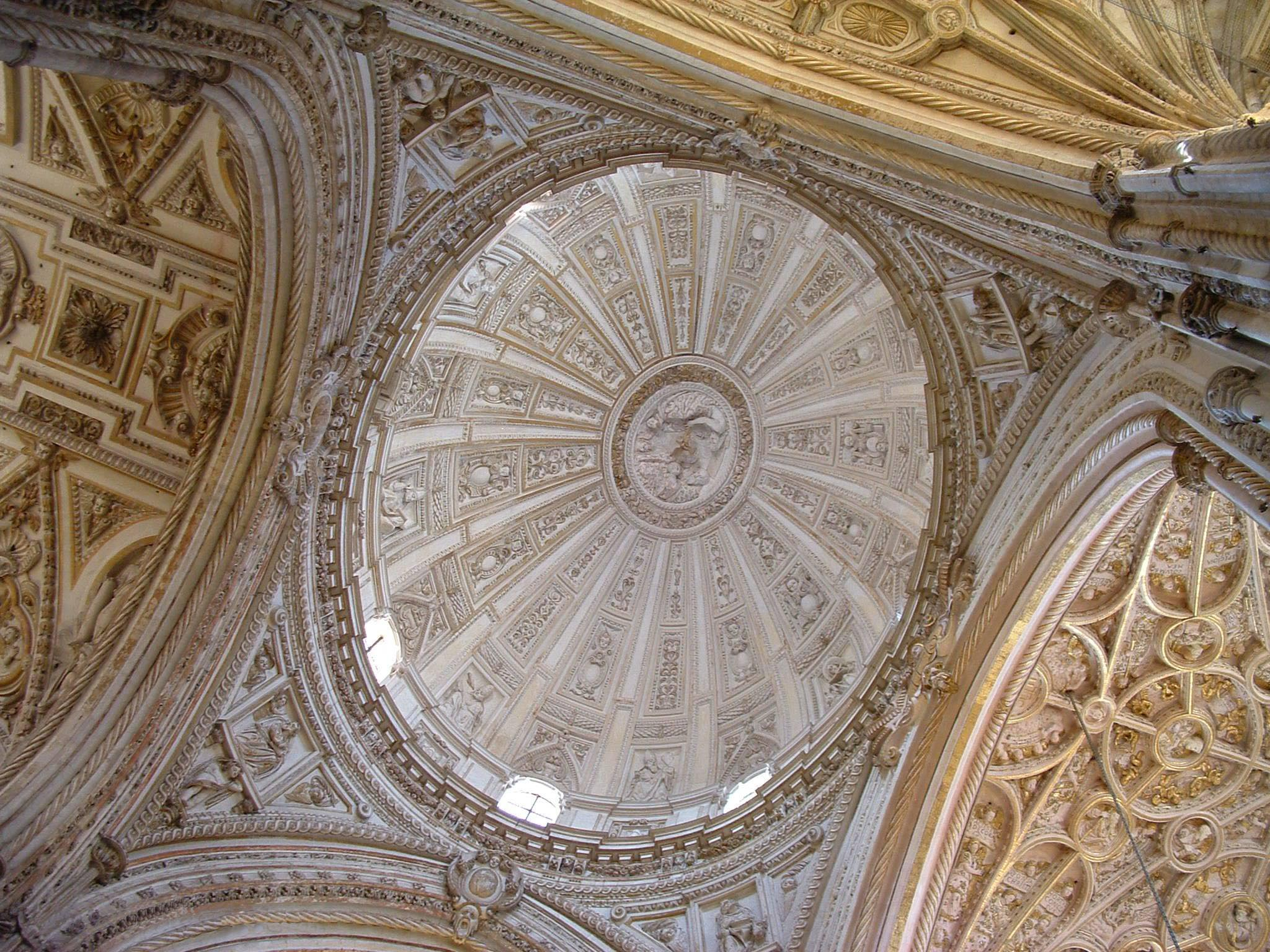
De koepel van de kathedraal
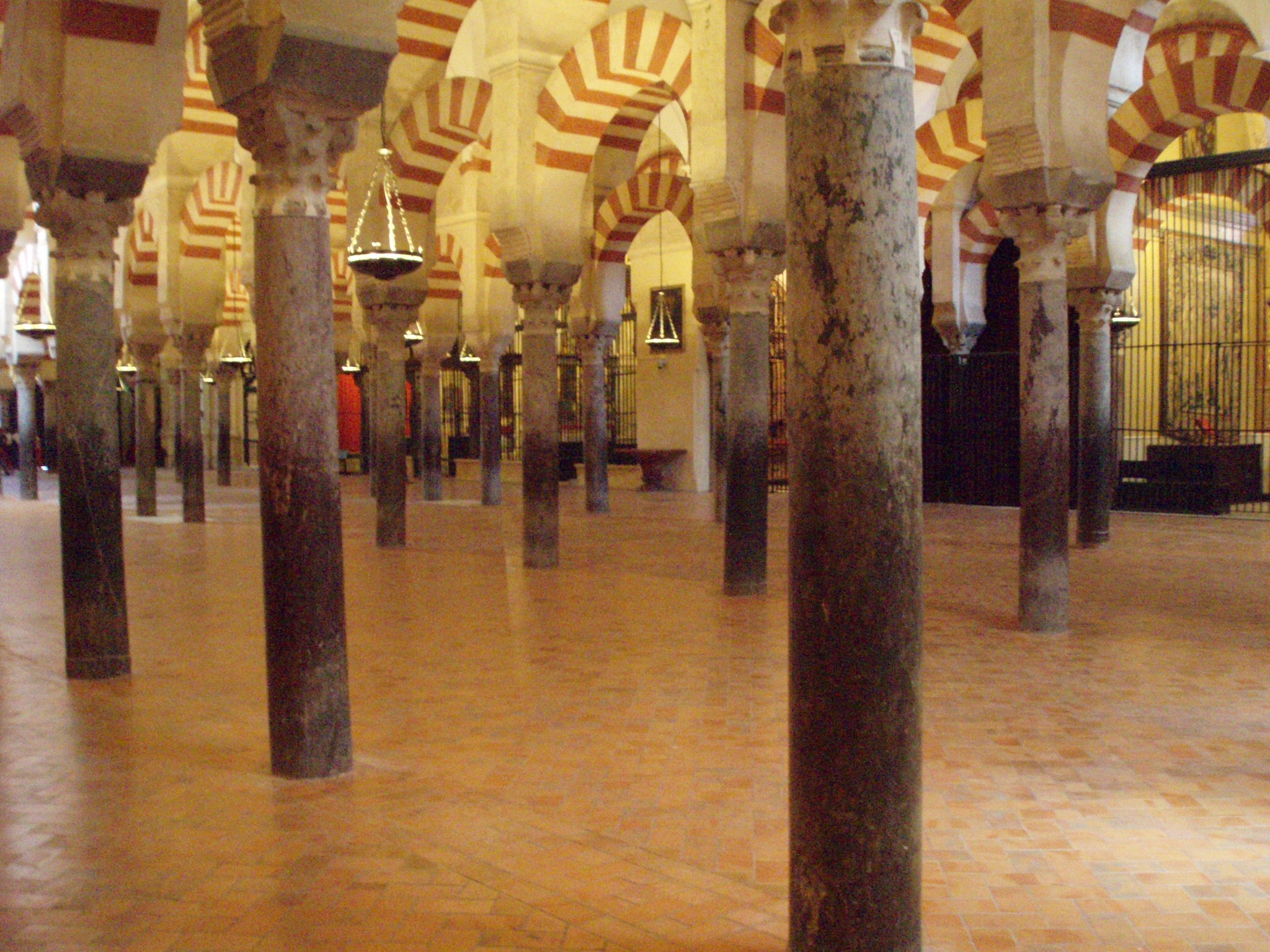
De 860 zuilen van de Mezquita
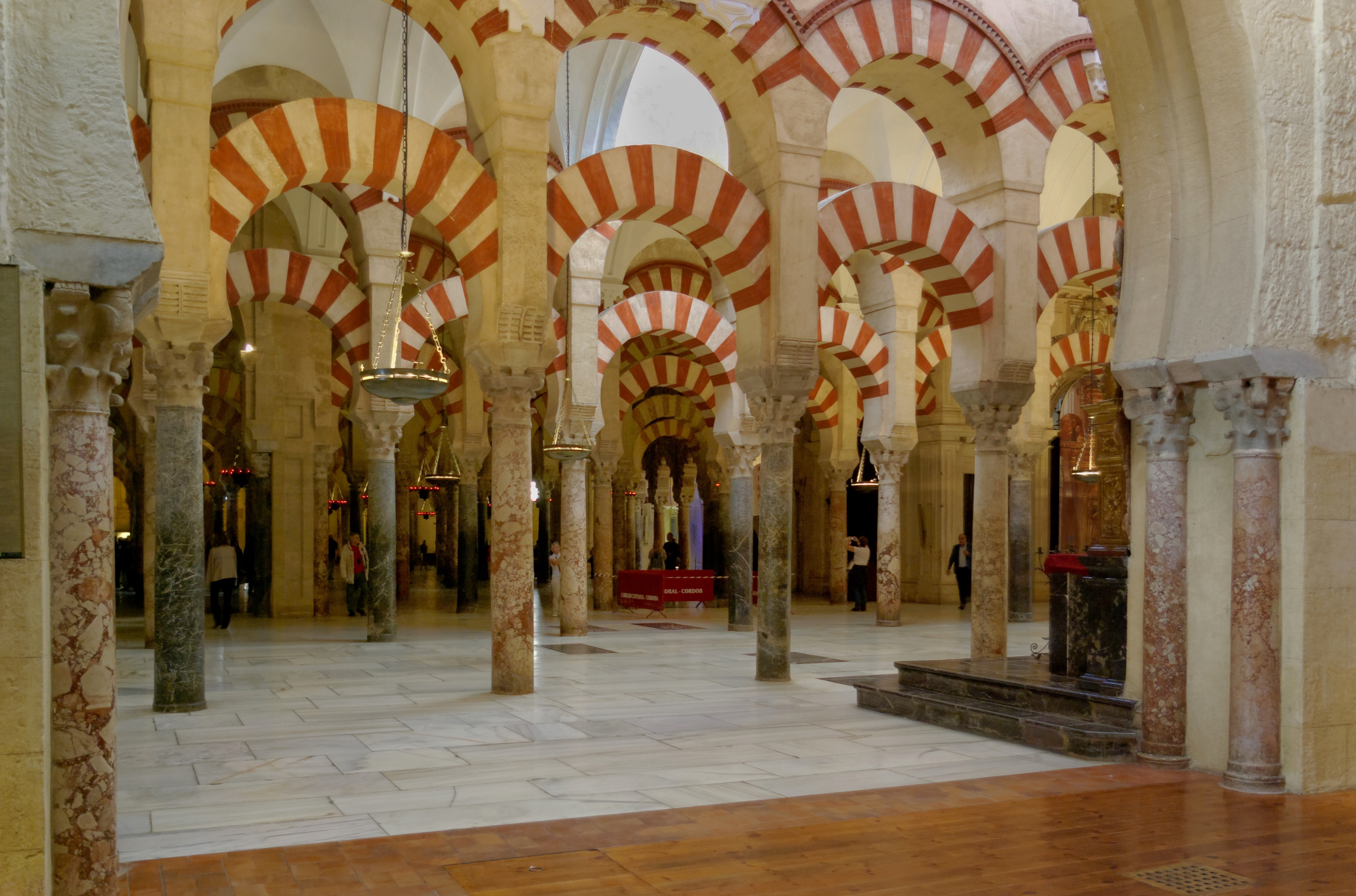
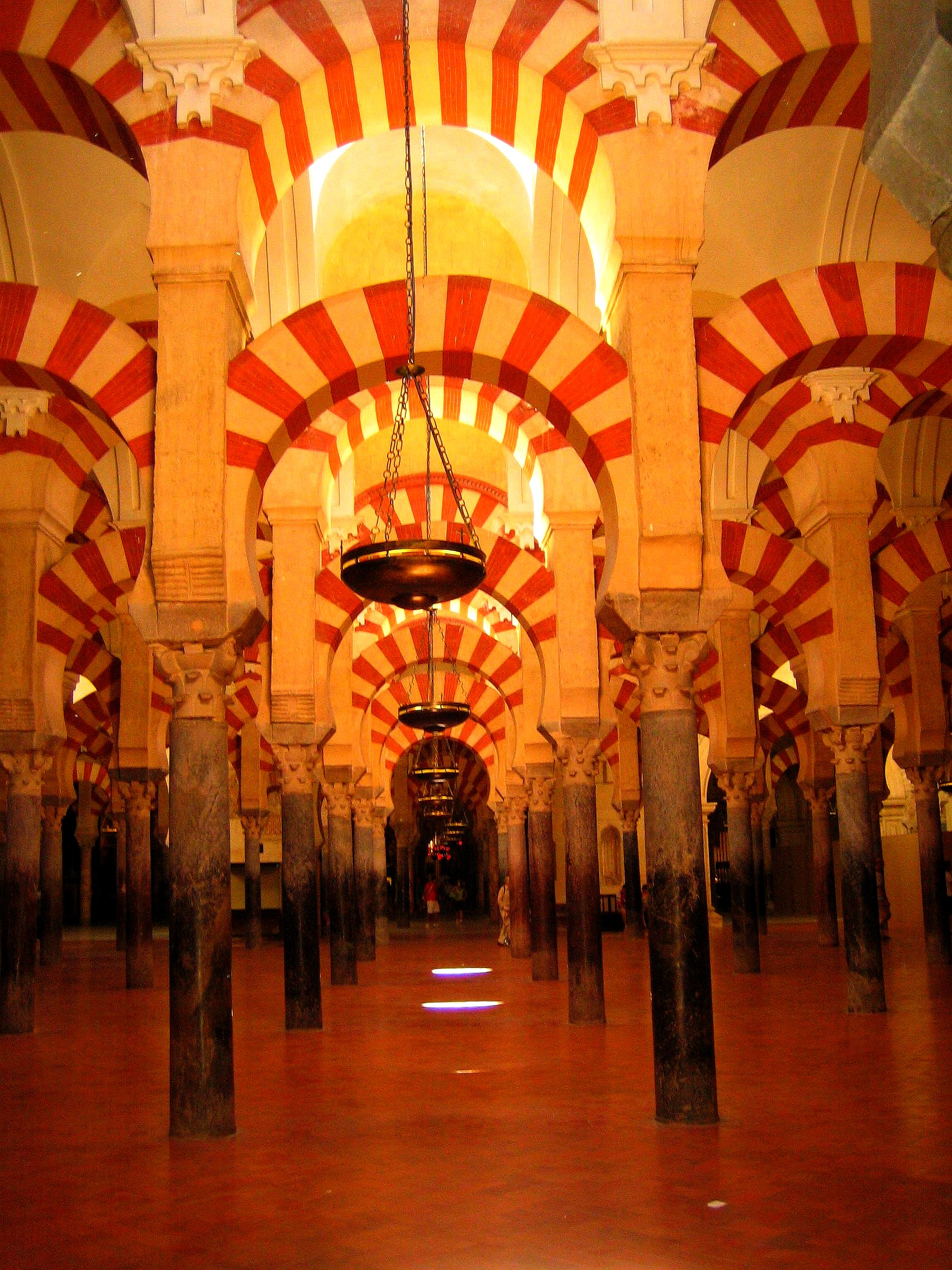
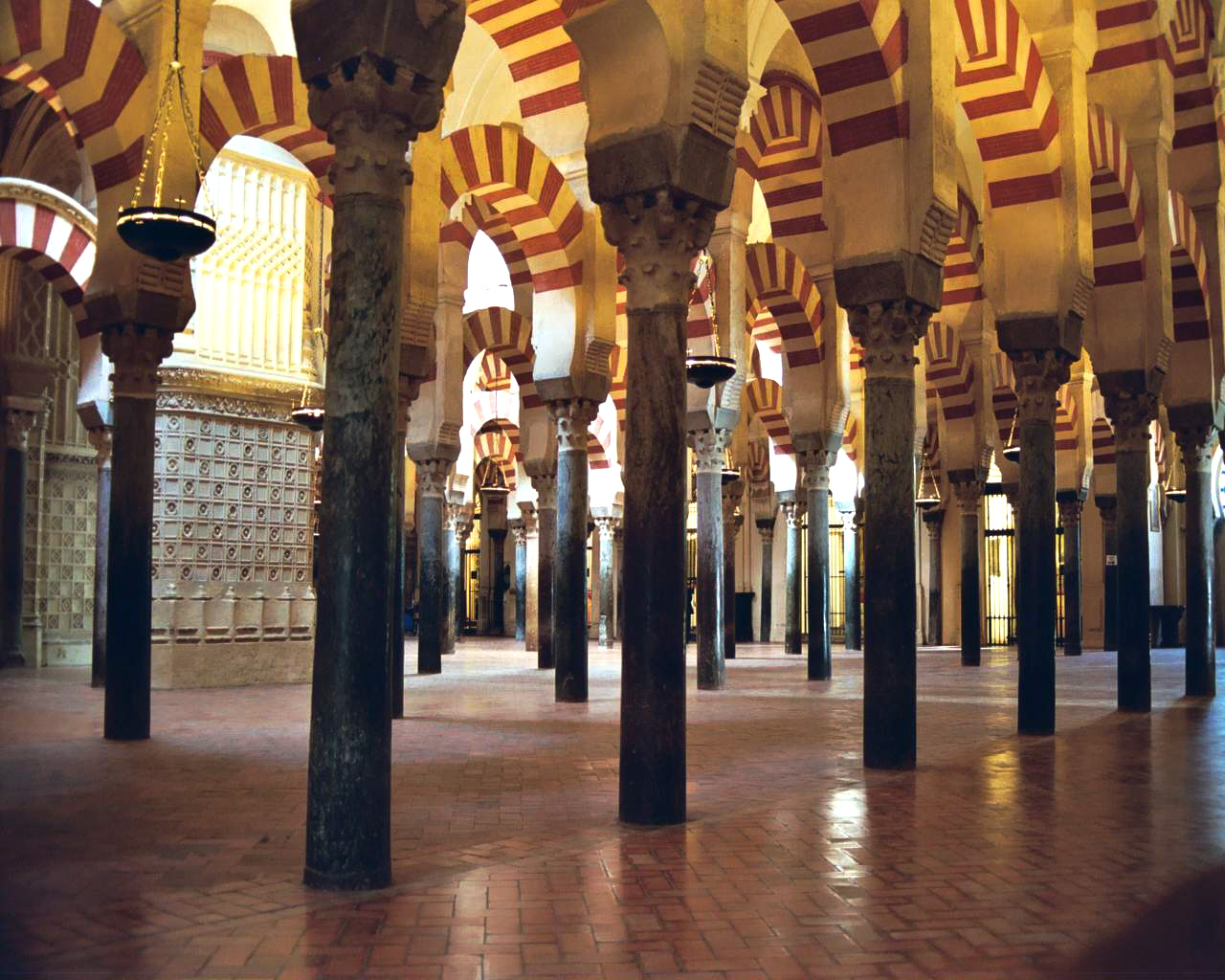